# Shageluk
Shageluk és una població dels Estats Units a l'estat d'Alaska. Segons el cens del 2007 tenia 116 habitants.

## Demografia
Segons el cens del 2000, Shageluk tenia 129 habitants, 36 habitatges, i 29 famílies La densitat de població era de 4,7 habitants/km².
Dels 36 habitatges en un 44,4% hi vivien nens de menys de 18 anys, en un 33,3% hi vivien parelles casades, en un 33,3% dones solteres, i en un 16,7% no eren unitats familiars. En el 16,7% dels habitatges hi vivien persones soles el 16,7% de les quals corresponia a persones de 65 anys o més que vivien soles. El nombre mitjà de persones vivint en cada habitatge era de 3,58 i el nombre mitjà de persones que vivien en cada família era de 3,83.
Per edats la població es repartia de la següent manera: un 42,6% tenia menys de 18 anys, un 7% entre 18 i 24, un 25,6% entre 25 i 44, un 14,7% de 45 a 60 i un 10,1% 65 anys o més.
L'edat mitjana era de 26 anys. Per cada 100 dones de 18 o més anys hi havia 124,2 homes.
La renda mitjana per habitatge era de 26.667 $ i la renda mitjana per família de 24.000 $. Els homes tenien una renda mitjana d'11.250 $ mentre que les dones 22.083 $. La renda per capita de la població era de 7.587 $. Aproximadament l'11,8% de les famílies i el 16,2% de la població estaven per davall del llindar de pobresa.

## Poblacions més properes
El següent diagrama mostra les poblacions més properes.